# Max Romeo
Max Romeo, född som Maxwell Livingston Smith den 22 november 1944  i St D'Acre, Jamaica, död 11 april 2025, var en jamaicansk sångare och låtskrivare som tillhörde första generationens reggaeartister. Till hans mest kända låtar hör "War Ina Babylon", "Wet Dream", "I Chase the Devil" och "One Step Forward". Hans samarbete med musikproducenten Lee "Scratch" Perry resulterade i ett antal reggaeklassiker åren 1968 – 1980. Max Romeo släppte sitt sista album 2021.
Max Romeo inledde sin karriär som musiker i mitten av 1960-talet i vokalistgruppen The Emotions, där även Kenneth Knight och Lloyd Shakespeare ingick. År 1968 debuterade Max Romeo som soloartist. Som många jamaicanska reggaeartister efter honom hade han först en karriär där han inriktade sig på lättsmälta låtar med tvetydiga eller oanständiga texter, där "Wet Dream" var den största hiten, för att några år senare komma ut som rastafari och växla över till religiösa samhällskritiska texter. 
I mitten av 1970-talet hade han framgångar med album som Revelation Time (1975) och War Ina Babylon (1976). Romeo spelade in sin musik hos den innovativa musikproducenten Lee "Scratch" Perry i studion The Black Ark i Kingston. Där hade artister som The Wailers (Marley, Tosh, Bunny Wailer), Junior Murvin och The Congos  spelat in album, lockade av Perrys experimenterande för att utveckla den nya musikstil som kallades reggae. Studion brändes dock ner i slutet av 1970-talet.
The Upsetters var namnet på den konstellation av reggaeartister som kompade Max Romeo. De var musiker avlönade av Perry för att fungera som ett studioband som kunde experimentera sig fram till den musik som passade till de melodier som Max Romeo och andra talangfulla sångare kom till studion för att sjunga. The Upsetters bestod av gitarristen Alva Lewis, organisten Glen Adams, samt bröderna  Aston "Family Man" Barrett (basist) och Carlton Barrett på trummor.

## Diskografi (urval)
Studioalbum
- 1970 – A Dream (Trojan Records)
- 1972 – Let The Power Fall (Dynamic Sounds)
- 1975 – Revelation Time (Tropical Sound Tracs)
- 1976 – War Ina Babylon (Island Records)
- 1978 – Reconstruction (Island Records)
- 1979 – I Love My Music (Wackies)
- 1980 – One Horse Race (King Kong)
- 1980 – Rondos (King Kong)
- 1981 – Holding Out My Love to You (Shanachie Records)
- 1989 – Transition (Rohit)
- 1992 – Fari - Captain of My Ship (Jah Shaka)
- 1992 – Our Rights (Jah Shaka)
- 1998 – Selassie I Forever (Mafia & Fluxy)
- 1999 – Cross or the Gun (Tappa Zukie)
- 1999 – Love Message (Warriors)
- 1999 – Something is Wrong (Warriors)
- 1999 – Max Romeo Sings Bob Marley in Dancehall (Warriors)
- 2001 – In This Time (Max Romeo & Tribù Acustica) (Satta Records)
- 2003 – Holy Zion (Burning Bush)
- 2004 – A Little Time for Jah (Mediacom)
- 2007 – Pocomania Song (Ariwa Sounds)

Samlingsalbum
- 1984 – Max Romeo Meets Owen Gray At King Tubby's Studio (Culture Press (UK)/Vista Sounds)
- 1993 – Wet Dream (Crocodisc)
- 1999 – The Many Moods of Max Romeo (Dr. Buster Dynamite)
- 1999 – Open The Iron Gate (Blood & Fire)
- 2000 – Perilous Times (Charmax)
- 2000 – Pray For Me: The Best of Max Romeo 1967-73 (Trojan Records)
- 2001 – On The Beach (Culture Press)
- 2002 – The Coming of Jah (Trojan Records)
- 2003 – Ultimate Collection (sammanställd av David Katz) (Island Def Jam Music Group)
- 2004 – Wet Dream: The Best of Max Romeo (Trojan Records)
- 2002 – The Coming Of Jah - Anthology 1967-1976 (Trojan Records)
- 2005 – Crazy World of Dub (Jamaican Recordings)
- 2008 – The Best Of Max Romeo (Mediacom)